# Zacatecolotla
Zacatecolotla är en ort i Mexiko.   Den ligger i kommunen Taxco de Alarcón och delstaten Guerrero, i den sydöstra delen av landet, 100 km söder om huvudstaden Mexico City. Zacatecolotla ligger 1 746 meter över havet och antalet invånare är 384.
Terrängen runt Zacatecolotla är huvudsakligen kuperad, men åt nordväst är den bergig. Runt Zacatecolotla är det ganska tätbefolkat, med 139 invånare per kvadratkilometer. Närmaste större samhälle är Taxco de Alarcón, 5,7 km sydväst om Zacatecolotla. I omgivningarna runt Zacatecolotla växer huvudsakligen savannskog.